# Heartbreaker (will.i.am)
Heartbreaker è il secondo singolo estratto dal terzo album di will.i.am Songs About Girls, pubblicato nel 2008 e contenuto anche, come ultima traccia, nel primo album di Cheryl, 3 Words, pubblicato invece nel 2009.

## Video
Il relativo video musicale ufficiale mostra Will.i.am e Cheryl esibirsi in uno scenario prevalentemente scuro, pieno di lampadine, torce e quindi di giochi di luce. Will.i.am accompagna il cantato con delle coreografie insieme ad alcune ballerine che si alternano durante il video mentre Cheryl, che nel corso del video, appare e scompare in un abitino beige chiaro, affiancherà invece il suo assolo con una coreografia in perfetto street-style. La parte centrale del video è rappresentata da una coreografia di Will che balla con una sfera di luce rossa. È possibile notare, inoltre, alcuni passi di Michael Jackson reinterpretati magistralmente all'interno del video da Will stesso.